# Thomas Lund
Thomas Lund (Copenaghen, 13 settembre 1974) è un ex ballerino danese.

## Biografia
Nel 1986, all'età di 11 anni, è stato ammesso alla Scuola del Balletto Reale Danese. Ha cominciato a danzare con la compagnia nel 1991, scalandone rapidamente i ranghi: nel 1996 è stato promosso al rango di solista, mentre nel 2000 è stato proclamato primo ballerino della compagnia. Nel 2001 ha vinto il Premio Léonide Massine in occasione del Festival Positano Danza.
Durante i suoi dodici anni come étoile del Balletto Reale Danese ha danzato un vasto repertorio di ruoli di August Bournonville, tra cui James ne La Sylphide, Gennaro in Napoli, Garelis e Geert ne La Kermesse à Bruges e l'eponimo protagonista in Abdallah. Inoltre ha danzato nei ruoli di Siegfried ne Il lago dei cigni (Martins), il Principe ne Lo schiaccianoci (Ratmanskij), Puck in Sogno di una notte di mezza estate (Neumeier), Mercuzio in Romeo e Giulietta (Neumeier; Ashton), Rubini in Jewels (Balanchine) e Lensky in Onegin (Cranko). Nel corso della sua carriera ha danzato in occasione delle prime di balletti di Jiří Kylián, Peter Martins, Aleksej Ratmanskij, Lar Lubovitch e Peter Schaufuss. In veste di primo ballerino del Balletto Reale Danese ha danzato come étoile ospite con compagnie di alto profilo: tra il 2002 e il 2009, per esempio, ha danzato nel ruolo di James in diverse riprese de La Sylphide con il Balletto dell'Opera di Roma.
Grande conoscitore dell'opera di Bournonville, dopo il ritiro dalle scene nel 2012 è diventato il principale maestro di balletto della Scuola del Balletto Reale Danese, lavorando anche come insegnante ospite per compagnie come il New York City Ballet e la Twyla Tharp Dance.